# Katherine Rodríguez
Katherine Julissa Rodríguez Peguero (Santiago de los Caballeros, 18 de diciembre de 1991) es una deportista dominicana que compite en taekwondo.
Ganó dos medallas en los Juegos Panamericanos, en los años 2011 y 2023, y cinco medallas en el Campeonato Panamericano de Taekwondo entre los años 2012 y 2022.

## Palmarés internacional
| Juegos Panamericanos    | Juegos Panamericanos         | Juegos Panamericanos | Juegos Panamericanos |
| Año                     | Lugar                        | Medalla              | Categoría            |
| ----------------------- | ---------------------------- | -------------------- | -------------------- |
| 2011                    | Guadalajara (México)         | Medalla de bronce    | –67 kg               |
| 2023                    | Santiago (Chile)             | Medalla de oro       | Equipo               |
| Campeonato Panamericano |                              |                      |                      |
| Año                     | Lugar                        | Medalla              | Categoría            |
| 2012                    | Sucre (Bolivia)              | Medalla de plata     | +73 kg               |
| 2014                    | Aguascalientes (México)      | Medalla de plata     | +73 kg               |
| 2016                    | Querétaro (México)           | Medalla de oro       | +73 kg               |
| 2021                    | Cancún (México)              | Medalla de bronce    | +73 kg               |
| 2022                    | Punta Cana (Rep. Dominicana) | Medalla de bronce    | +73 kg               |